# Julien Gaulthier
Pour les articles homonymes, voir Gaulthier.
Pas d'image ? Cliquez ici

a Compétitions nationales et continentales officielles uniquement.

Dernière mise à jour le 12 mai 2012.
Julien Gaulthier, né le 30 avril 1984, est un joueur français de rugby à XV qui joue au poste de centre.

## Biographie
Julien Gaulthier rejoint en 2011-2012 le CA Périgueux.